# Szpica
Szpica – wieś w Polsce położona w województwie lubelskim, w powiecie łęczyńskim, w gminie Puchaczów.
| SIMC    | Nazwa       | Rodzaj    |
| ------- | ----------- | --------- |
| 0389831 | Kowalowizna | część wsi |

Wieś duchowna Stpicza, położona była w drugiej połowie XVI wieku w powiecie lubelskim województwa lubelskiego, własność opata sieciechowskiego, wchodziła w skład klucza puhaczowskiego. W latach 1975–1998 miejscowość administracyjnie należała do ówczesnego województwa lubelskiego.
W centrum Szpicy rośnie bardzo okazałe drzewo – to jeden z największych w kraju wiązów szypułkowych, okaz o obwodzie 776 cm i wysokości 20 m (w 2013).
Wieś stanowi sołectwo gminy Puchaczów. Według Narodowego Spisu Powszechnego z roku 2011 wieś liczyła 326 mieszkańców.